# EchoStar 15
Echostar 15 ist ein kommerzieller Kommunikationssatellit der amerikanischen EchoStar Corporation.

## Geschichte
Der im April 2008 bestellte Satellit wurde am 10. Juli 2010 mit einer Trägerrakete vom Typ Proton-M der ILS-Launch vom Raketenstartplatz Baikonur in eine geostationäre Umlaufbahn gebracht und soll dort den 1997 gestarteten Satelliten EchoStar 3 ersetzen.
Der dreiachsenstabilisierte Satellit ist mit 32 Ku-Band-Transpondern ausgerüstet und soll von der Position 61,5° West aus die USA mit hochaufgelösten Fernsehprogrammen der Dish Network Corporation versorgen. Er wurde auf Basis des Satellitenbus LS-1300 von Space Systems/Loral (SSL) gebaut und besitzt eine geplante Lebensdauer von 15 Jahren.